# 三大仙
三大仙是《西游记》里的三个妖怪，即虎力大仙、鹿力大仙、羊力大仙，三个一起化作道教方士。擅长五雷法等玄门法术，用呼风唤雨的神通取得了车迟国国王的信赖，借此成为国师并怂恿车迟国国王打壓佛寺、奴役僧人，打算將车迟国打造成尊道灭僧的神權國家。他们的原形分别是老虎、鹿和羚羊。剧情里因悟空喬裝成道士打傷了他們的徒兒，在加上於三清观讓他們喝了悟空、八戒、沙僧的“圣水”，使他們受辱，並以此向车迟国国王告狀；之后孙悟空与他们三个连番斗法比试，最终将他们一一打倒：其中虎力大仙被砍头后头被悟空变出的狗叼走而死，鹿力大仙比试取心后心脏被悟空变的老鹰叼走而死，羊力大仙则是比试下油锅后因为冷龙被悟空请北海龙王取走后，被油炸而死。